# Panteismo classico
Il panteismo classico è una forma di panteismo che pone in equivalenza l'esistenza con Dio senza tentare di ridefinire o minimazzare alcuno dei due termini e che ha un atteggiamento inclusivo rispetto alle altre fedi del mondo. È un concetto classico che è rappresentato da molte religioni e tradizioni religiose tra cui l'Induismo, il Buddhismo, la Cabala, il neopaganesimo e la New Age.
A causa di alcuni cambiamenti nell'uso della parola "panteismo", oggi il panteismo classico si distingue soprattutto per la sua semplicità e compatibilità con altre tradizioni religiose. In molti modi, il panteismo classico è simile al monismo, in quanto vede tutte le cose, dall'energia, alla materia, al pensiero, al tempo come aspetti di un solo Dio. 